# Liliowe (taras)

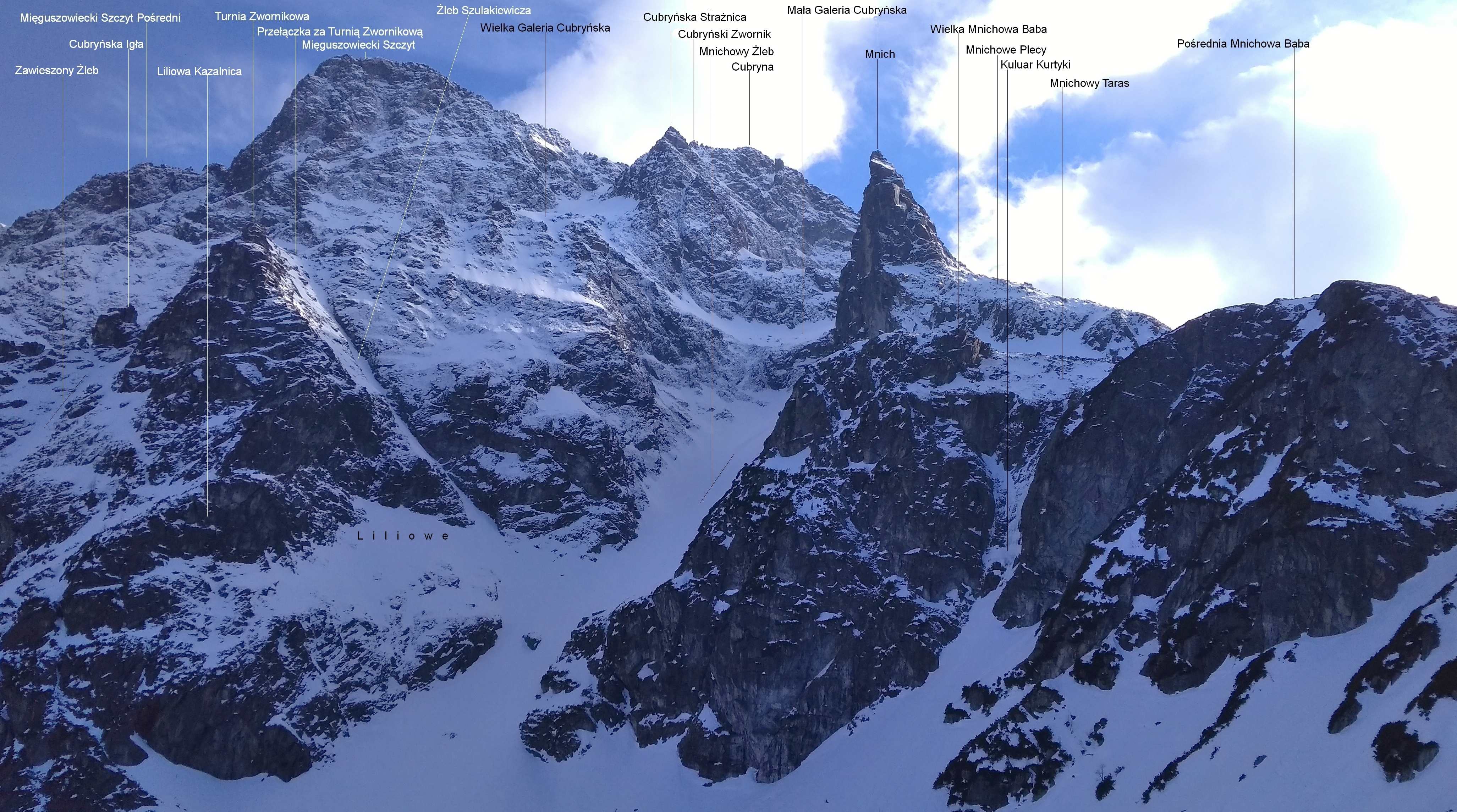
Liliowe na dole, po lewej stronie Mnichowego Żlebu

Liliowe (niem. Lilien, słow. Ľaliový trávnik, węg. Liliomos) – piarżysto-trawiasta płaśń na północno-zachodniej ścianie Turni Zwornikowej w masywie Cubryny nad Morskim Okiem w Tatrach Polskich. Jest to drugie od dołu piętro tej ściany. Ma szerokość ponad 100 m. Do Mnichowego Żlebu opada urwistymi ścianami o wysokości około 100 m. Podobnej wysokości ścianki znajdują się powyżej Liliowego.
Przez Liliowe prowadzi kilka taternickich dróg wspinaczkowych. Jedna z nich to Talon na Balon o trudności V w skali tatrzańskiej. Czas przejścia z Mnichowego Żlebu wynosi trzy godziny.